# 高山杜鹃
高山杜鹃（学名：Rhododendron lapponicum）为杜鹃花科杜鹃花属下的一个种。

## 扩展阅读
- 維基物種上的相關：高山杜鹃